# Zhang Rui (calciatrice)
Zhang Rui (張睿T, 张睿S, Zhāng RuìP; Yantai, 17 gennaio 1989) è una calciatrice cinese, centrocampista dello Shandong Jinghua e della nazionale cinese.

## Carriera

### Nazionale
Rui viene convocata dalla Federcalcio cinese (CFA) nel 2008 per vestire maglia della formazione under 20 che partecipa al Mondiale di Cile 2008. Condivide con le compagne il percorso che la vede la sua nazionale classificarsi al terzo posto nel gruppo B, pareggio a reti inviolate con l'Argentina, sconfitta per 2-0 con la Francia e, nell'ininfluente vittoria con gli Stati Uniti per 2-0 segnare la rete che inaugura le marcature, non riuscendo tuttavia ad accedere alla fase finale.
Di un anno più tardi è la chiamata in nazionale maggiore, inserita in rosa con la squadra impegnata all'edizione 2009 dell'Algarve Cup, debuttando nel torneo il 4 marzo nell'incontro pareggiato 0-0 con la Svezia. Da allora viene convocata con regolarità, superando le 100 presenze in nazionale.
Di seguito disputa la Coppa delle nazioni asiatiche di Cina 2010, dove gioca 5 incontri siglando 2 reti e ottiene il quarto posto per la sconfitta per 2-0 nella finalina con il Giappone, e la successiva di Vietnam 2014, tre presenze per lei, dove la Cina supera per 2-1 la Corea del Sud nella finale per il terzo posto. Partecipa inoltre all'edizione 2014 dei Giochi asiatici dove raggiunge i quarti di finale.
Il selezionatore Hao Wei la inserisce nella rosa delle 23 calciatrici, resa nota dalla federazione cinese il 28 maggio 2015, che parteciperanno a Canada 2015, settima edizione ufficiale del campionato mondiale femminile di calcio.. Durante il torneo Hao la impiega in una sola occasione durante la fase a gironi, giocando uno scampolo di partita con il Canada (vittoria per 1-0 per le nordamericane) dove la sua nazionale, inserita nel Girone A, pur classificandosi al terzo posto riesce a superare il passaggio del turno. Condivide infine il percorso che vede la Cina superare il Camerun per 1-0 agli ottavi di finale e fermarsi ai quarti di finale, eliminata dagli Stati Uniti che poi si aggiudicheranno il torneo.
Dopo essere stata protagonista nella Coppa delle nazioni asiatiche di Giordania 2018, dove sotto la guida del CT Sigurður Ragnar Eyjólfsson condivide con le compagne il terzo posto che le garantisce l'accesso al Mondiale di Francia 2019, l'anno seguente il nuovo selezionatore della nazionale Jia Xiuquan la inserisce nella lista delle 23 calciatrici convocate che affrontano la fase finale del mondiale.

## Palmarès

### Nazionale
- Coppa d'Asia: 1

2022